# گابریل دی پائولو لیمیرا
گابریل دی پائولو لیمیرا (به پرتغالی: Gabriel de Paulo Limeira) مدافع اهل برزیل است که در شهر Mauá و در تاریخ ۲۰ اوت ۱۹۸۳ به دنیا آمده‌است.
گابریل دی پائولو لیمیرا در تیم‌های فوتبال AD São Caetano سابقهٔ حضور دارد.